# Bennett Platform
Bennett Platform är en platå i Antarktis. Den ligger i Västantarktis. Nya Zeeland gör anspråk på området.